# Мушалеж
Мушалеж (итал. Musalezzo) је насеље у Републици Хрватској у саставу града Пореча у Истарској жупанији.

## Географија
Мушалеж се налази 4 км источно од Пореча, на надморској висини од 87 метара. Смештен је 1 км јужно од пута Пореч–Бадерна, на једној од многобројних купастих узвисина. Становници се баве пољопривредом (винова лоза, маслине, житарице), али већином раде у оближњем Поречу и околним туристичким местима.

## Историја
Подручје је било насељено још у праисторији што сведоче градине Пицуги и Св. Анђео и у римско доба. Историјских података о Мусалежу нема прије 17. века. Године 1612. насеље оснивају досељеници из Скадра (12 породица из рода Ћурко), у склопу организоване колонизације коју је млетачка власт проводила са избеглицама из подручја под њеном влашћу, која су била захваћена ратом са Османлијама. Према доступним записима, досељенике у Мусалежу предводио је Симон Ћурко, који је заслужан за даље насељавање тог подручја. Досељеницима је додељивана необрађена земља у околини, чиме се насеље ширило.
Својим доласком досељеници су утицали на промену у структури пољопривреде, тако да сточарство постаје једнако заступљено као и земљорадња. У новонасталим насељима организована је локална власт на челу са жупаном (кнезом). После 1622. године наилази нови талас насељавања колонистима претежно из Далмације, Црне Горе, Албаније, Фурланије, Тревиза и грчког Крита.

## Демографија
На попису становништва 2011. године, Мушалеж је имао 366 становника.
Према попису становништва из 2001. године у насељу Мушалеж живела су 222 становника који су живели у 62 породична и 5 самачких домаћинстава.
Кретање броја становника по пописима 1857—2001.
| година пописа  | 1857. | 1869. | 1880. | 1890. | 1900. | 1910. | 1921. | 1931. | 1948. | 1953. | 1961. | 1971. | 1981. | 1991. | 2001. |
| бр. становника | 100   | 110   | 150   | 163   | 207   | 283   | 398   | 400   | 213   | 164   | 127   | 102   | 113   | 202   | 222   |

Напомена:У 1857, 1869, 1921. и 1931. садржи податке за насеље Валкарин.

## Попис1991.
На попису становништва 1991. године, насељено место Мушалеж је имало 202 становника, следећег националног састава:
| Попис 1991.‍  | Попис 1991.‍  | Попис 1991.‍ | Попис 1991.‍ | Попис 1991.‍ |
| ------------ | ------------ | ----------- | ----------- | ----------- |
|              |              |             |             |             |
| Хрвати       | Хрвати       |             | 114         | 56,43%      |
| Срби         | Срби         |             | 15          | 7,42%       |
| Југословени  | Југословени  |             | 10          | 4,95%       |
| Италијани    | Италијани    |             | 7           | 3,46%       |
| Албанци      | Албанци      |             | 6           | 2,97%       |
| Мађари       | Мађари       |             | 6           | 2,97%       |
| Пољаци       | Пољаци       |             | 1           | 0,49%       |
| Словенци     | Словенци     |             | 1           | 0,49%       |
| неопредељени | неопредељени |             | 6           | 2,97%       |
| регион. опр. | регион. опр. |             | 33          | 16,33%      |
| непознато    | непознато    |             | 3           | 1,48%       |
| укупно: 202  |              |             |             |             |